# Sulvanite
La sulvanite è un raro minerale, il nome deriva dalla sua composizione in quanto contiene zolfo (sulfur) e vanadio.
La struttura del cristallo deriva da quella della sfalerite analogamente alla cubanite la cui cella deriva da quella della wurtzite: gli atomi di rame occupano il 75% dei tipi di cavità tetraedrica, il vanadio occupa il 25% dell'altro tipo. I tetraedri centrati sull'atomo di rame condividono i bordi con quelli centrati sugli atomi di vanadio.